# Џ. Пол Гети
Џин Пол Гети, (енгл. Jean Paul Getty; Минеаполис, 15. децембар 1892 — 6. јун 1976), познатији као Џ. Пол Гети, био је амерички (по рођењу Британац) нафтни магнат, који је зачетник породице Гети. Основао је нафтну компанију Гети ојл, а магазин Форчн(Fortune) га је 1957. прогласио за најбогатијег живог Американца, док га је Гинисова књига рекорда именовала за најбогатијег предузетника на свету, чије је богатство процењено на 1,2 милијарде долара (приближно 7,2 милијарди 2018) На дан његове смрти, богатство се процењивало на преко 6 милијарди долара (приближно 21 милијарда долара 2018) . Књига издата 1996. рангира га као 67. најбогатијег човека свих времена, базирано на његовом богатству као уделу у бруто друштвеном производу.
Упркос огромном богатству, Гети је био познат по својој штедљивости, нарочито због преговарања о откупу свог киднапованог унука у Италији 1973. Гети је био страствени колекционар уметничких дела и античких предмета. Његова колекција искоришћена је као основа поставке Музеја Џ. Пола Гетија у Лос Анђелесу, у Калифорнији, а више од 661 милиона долара његове имовине, остављено је музеју након његове смрти. Основао је Фонд Џ. Пола Гетија 1953. Тај фонд је најбогатија институција која се бави уметношћу и управља комплексом Музеја Џ. Пола Гетија: Гети центар, Гети вила и Гети фондација, Гети институт за истраживање и Гети институт за конзервацију.

## Младост и образовање
Гети је рођен у шкотско-америчкој породици у Минеаполису у Минесоти, од мајке Саре Кетрин Мекперсон (Ришер) и оца Џорџа Гетија, који је био адвокат, и бавио се осигурањем. Гетија су његови родитељи одгајали као методисту. Његов отац је био предани хришћански научник, а оба родитеља су иначе били строги теоталисти. Године 1903, када је Гети имао 10 година, Џорџ Гети је путовао за Бартлесвил у Оклахоми и купио је права на минерале на 1100 хектара земље. Кроз неколико година Гети је створио бунаре на тој земљи из којих се добијало 100.000 барела сирове нафте месечно.
Као новонастали милионери, породица се преселила у Лос Анђелес да би побегла од оштрих минесотских зима. Са 14 година, Гети је похађао Харвардову војну школу годину дана, након чега је ишао у Политехничку средњу школу, где је стекао надимак „Гети Речник” због своје љубави према читању. Научио је течно да говори француски, немачки и италијански. Такође, знао је да говори шпански, грчки, арапски и руски. Његова љубав према класичним учењима је довела до тога да Гети стекне способност читања старогрчког и латинског језика.
Уписао се на Универзитет Јужне Калифорније, затим на Универзитет Калифорније, Беркли, али је оба напустио пре него што је стекао диплому. Остао је заљубљен у Европу након пута са својим родитељима 1910. године, стога је уписао Универзитет у Оксфорду 28. новембра 1912. Писмо представљања које му је написао тадашњи председник Сједињених Америчких Држава, Вилијам Хауард Тафт, омогућило му је индивидуалну наставу од тутора са Магдален факултета. Иако није био регистрован на Магдалену, тврдио је да су га аристократски студенти прихватили као да је један од њих и радо се хвалио пријатељима које је стекао тамо, укључујући и Едварда VIII, будућег краља Уједињеног Краљевства и цара Индије. Стекао је дипломе из економије и политичких наука на Оксфорду јуна 1913, након чега је провео неколико месеци путујући кроз Европу и Египат пре него што се поново срео са својим родитељима у Паризу и вратио се са њима у Америку јуна 1914.

## Каријера
У јесен 1914, Џорџ Гети је дао свом сину 10000 долара за улагање у проширење нафтних поља у Оклахоми, које је породица поседовала. Прво што је купио била је нафтна бушотина Ненси Тејлор бр. 1, у близини Хаскела у Оклахоми, и показала се веома значајном за његове прве финансијске успехе. Бушењем су пронашли нафту 1915. и до следећег лета 40 % нето зараде, која је потекла од тога, учинила га је милионером.
Године 1919, Гети се вратио послу у Оклахоми. Двадесетих година додао је око 3 милиона свом већ позамашном богатству. Његови бројни бракови и разводи, толико су сметали његовом оцу да је Гети наследио само 500.000 долара од 10 милиона, колико је стајало богатство његовог оца на дан његове смрти. Гетију је остала трећина акција у компанији Џорџ Гети инц., док је његова мајка добила преостале две трећине, чиме је она била већински власник.
Године 1936. Гетијева мајка га је наговорила да учествује у оснивању Инвестиционог фонда названог Фонд Саре Гети, вредног 3,3 милиона долара, како би породично богатство, које стално расте, могло да постане неопорезив приход и сигуран доходак за будуће генерације породице Гети. Фонд је омогућавао Гетију да има олакшан приступ готовом новцу, који је усмеравао на куповину акција компаније Тајдвејтр петролијум.
Мудрим улагањем својих ресурса за време Велике кризе, Гети је постао власник корпорације Вестерн ојл корпорејшн и почео присвајање (завршено 1953) корпорације Мишн, која је обухватала Тајдвејтр петролијум и Скели ојл. Године 1967. Гети је удружио ове компаније у Гети ојл.
Почетком 1949, Гети је Ибн Сауду платио 9,5 милиона долара у кешу и по 1 милион долара годишње, за шездесетогодишње коришћење јаловог земљишта у близини границе између Саудијске Арабије и Кувајта, иако до тада никаква нафта тамо није пронађена. Од 1953, Гетијев рискантан потез произвео је 16 милиона барела годишње, што је увелико допринело богатству које га је учинило једним од најбогатијих људи на свету.
| Кротки ће наследити планету, али не и права на њене минерале. | * изрека приписана Џину Полу Гетију. |

Гетијево богатство и знање арапског језика, омогућили су му несметано ширење на Средњем истоку. Гети је био већински власник у скоро 200 комапанија, укључујући Гети ојл. Гети је био власник компанија Гети ојл, Гети инц, Џорџ Ф. Гети инц, Вестрн ојл корпорејшн, корпорације Мишн, Мишн дивелпомнет компани, Тајдвер ојл, Скели ојл, Мексикан сиборд ојл, Петролијум корпорејшн оф Америка, Спартан ејркрафт компани, Минехома иншуранс компани, Минехома иншуренс компани, Пјер хотел, Пјер Марк хотел, палате из 15. века и оближњег замка у Ладисполију, градићу на обали мора северозападно од Рима, ранча и куће у Малибуу, и Сатон Плејса, палате са 72 собе близу Гилфорда, у Сарију.
Гети се преселио у Британију педесетих година и постао истакнути заљубљеник у Енглеску, њене људе и културу. Живео је и радио у својој палати из 16. века, саграђеној у доба Тјудора, Сатон Плејсу, који је и постао средиште Гети ојл компаније и осталих удружених компанија. Гети је ово своје имање користио како би угостио своје енглеске и арапске пријатеље, укључујући и породицу Ротчајлд и бројне владаре Средњег истока.

### Уметничке збирке
Гетијево прво упуштање у свет колекционарства почело је касних 1930-их, када је надахнуће добио из француских слика и намештаја из 18. века, које је поседовала Ејми Гест, рођака сера Винстона Черчила, власница стана који је Гети изнајмљивао у Њујорку. Као љубитељ Француске 18. века, Гети је почео да купује намештај из тог периода по умањеним ценама услед кризе тржишта уметнинама. Написао је неколико књига о колекционарству, укључујући Европа и осамнаести век (1949), Избор Колекционара: Дневник Уметничке Одисеје кроз Европу (1955), и Радости Колекционарства (1965). Његова шкртост је ограничавала опсег његове колекције, јер је одбијао да плати пуну цену. Његова партнерка у позном животу, Пенелопа Китсон, рекла је: „Гети је превише шкрт да би себи допустио куповину неке величанствене слике”. Па ипак, након његове смрти, имао је више од 600 предмета вредности преко 4 милиона долара, укључујући слике Рубенса, Тицијана, Гејнсбороа, Реноара, Тинторета, Дегаа и Монеа. Током педесетих, Гетијево интересовање се пребацило и на грчко-римско вајарство, које је довело до изградње Виле Гети 1970, у којој ће бити смештена ова колекција. Ови предмети су, након Гетијеве смрти, пребачени у Музеј Гети и Вилу Гети у Лос Анђелесу.

## Бракови, разводи и деца
Гети је био познати женскарош још из времена његове младости, што је ужаснуло његове конзервативне хришћанске родитеље. Његов адвокат Робин Лунд једном је рекао да Пол скоро никада не може рећи „не” жени или „да” мушкарцу. Лорд Бивербрук га је назвао „Пријап” и „увек спреман” за његове сексуалне навике.
Године 1917, када је Гети имао 25 година, Если Екстром је против њега поднела очинску парницу у Лос Анђелесу, тврдећи да је отац њене ћерке, Пауле. Екстром је тврдила да је Гети одузео њену невиност и да је он отац њеног детета, док је његов правни тим покушао да поткопа њен углед тврдећи да је имала промискуитетну историју. Гети је прихватио нагодбу од 10.000 долара, након чега је Екстром напустила град са бебом.
Гети се оженио и развео пет пута. Имао је пет синова са његове четири жене:
1. Џенет Демонт (венчани 1923 — разведени 1926); један син Џорџ Ф. Гети II (1924—1973)
2. Елин Ешби (венчани 1926 — разведени 1928); нису имали деце[28] . Гети је упознао седамнаестогодишњу Ешби, ћерку тексашког ранчера, у Мексико Ситију док је студирао шпански језик и надгледао пословне интересе породице. Они су побегли у Куернаваку, у Мексику[29], али је венчање бигамијско јер још није био разведен од Џенет. Њих двоје су одлучили да укину брачну заједницу док су још били у Мексику.[29]
3. Адолфин Хелмле (венчани 1928 — разведени 1932); један син Џин Роналд Гети (1929—2009), чији син, Кристофер Роналд Гети се оженио са Пиом Милер, сестром Марије Шантал, (крунисане) принцезе Грчке. Као његова прва и друга жена, Адолфин је имала 17 година када је Гети упознао у Бечу. Хелмле је била ћерка истакнутог немачког доктора који је био против удаје за, двапут разведеног, 36-огодишњег Гетија.[30] Њих двоје је побегло у Куернаваку, где је оженио Елин Ешби, након чега су се скрасили у Лос Анђелесу. Рођењем њиховог сина, Гети је изгубио интересовање за њу и њен отац ју је убедио да се врати у Немачку са њиховим дететом 1929. године. Након дуготрајне спорне борбе њихов развод је окончан августа 1932, са тим да Адолфин добије велику суму казнене одштете и пуно старатељство над Роналдом.[31]
4. Ен Рорк (венчани 1932 — разведени 1936); два сина Јуџин Пол Гети, касније Џон Пол Гети Млађи (1932—2003) и Гордон Питер Гети (рођен 1934). Гети је упознао Рорк када је имала 14 година, али она није постала његов љубавни партнер док није напунила 21 годину 1930. Пошто је био усред развода од Адолфин, пар је морао да чека две године пре него што су се венчали. Он је пуно одсуствовао током њиховог брака, остајући на дуже временске периоде у Европи. Поднела је тужбу за развод брака 1936. наводећи као разлог емоционално злостављање и занемаривање. Она је описала инцидент и тврдила да док су њих двоје били у Италији, Гети ју је натерао да се попне да види кратер планине Везув док је била трудна са њиховим првим сином.[32] Суд је одлучио у њену корист и она је награђена са 2.500 долара алиментације месечно плус 1.000 долара за издржавање сваког од синова.[32]
5. Луис Дадли „Теди” Линч (венчани 1939.- разведени 1958); један син Тимоти Вер Гети (1946—1958).

Године 2013. у 99-ој години, Гетијева пета жена, Луис, позната као Теди Гети Гастон, избацила је аутобиографију где саопштава како ју је Гети грдио што је превише слободно трошила новац 50-их на третман њиховог шестогодишњег сина, Тимија, који је постао слеп од тумора на мозгу. Тими је преминуо у 12-ој години, а Гети, живећи у Енглеској одвојено од своје породице која је живела у САД, није присуствовао сахрани. Гастон се развела од Гетија те године. Теди Гастон је преминула априла 2017. у 103. години живота. Гети је цитиран како говори „Трајна веза са женом је могућа само ако сте пословно неуспешни” и „Мрзим да будем неуспешан. Мрзим и жалим неуспехе мојих бракова. Радо бих дао све своје милионе за један трајни и успешан брак.”

## Отмица унука, Џона Пола Гетија
Отмичари из криминалне организације 'Ндрангете су у Риму, 10. јула 1973, отели Џона Пола Гетија III, 16-огодишњег Гетијевог унука, и затражили исплату од 17 милиона долара како би младића безбедно вратили. Међутим, породица је сумњала да је то покушај бунтовног тинејџера да извуче новац од свог шкртог деде. Џон Пол Гети Млађи је затражио новац од свог оца, али га је он одбио.
Новембра 1973. године, у дневне новине је стигла коверта у којој се налазио прамен косе и људско ухо. Други захтев је одложен три недеље јер је италијанска пошта штрајковала. Захтев се односио на претњу да ће Пол бити још више осакаћен уколико оштећени не плате 3,2 милиона долара. У захтеву је наведено: „Ово је Полово ухо. Ако не добијемо нешто новца у року од 10 дана, стићи ће друго ухо. Другим речима, стићи ће у делићима.”
Када су отмичари коначно умањили захтев на 3 милиона долара, Гети је пристао да плати не више од 2,2 милиона долара, што би био максимум који би се могао одбити од пореза. Позајмио је сину преосталих 800.000 долара уз камату од 4 %. Убрзо након што је плаћена откупнина, Гетијев унук је пронађен жив на бензинској станици Лаурија, у покрајини Потенца. Након што су га пустили, млађи Гети је позвао свог деду да му се захвали што је платио откупнину, али је Гети одбио да се јави на позив. Касније је због отмице ухапшено деветоро људи који су били повезани са 'Ндрангетом, али су само две особе осуђене. Траума је трајно утицала на Гетија III и он је постао зависник од дроге. Након инфаркта изазваног мешањем дрога и алкохола 1981. године, Гети III је остао нем, скоро слеп и делимично парализован до краја живота. Преминуо је 5. фебруара 2011. у 54. години живота.
Гети је тврдио да је у почетку одбијао да плати откупнину из два разлога. Тврдио је да би подвргавањем захтевима отмичара довео у опасност својих осталих 14 унучади од сличних отмичара."Други разлог за моје одбијање био је свеобухватнији. Тврдим да прихватање захтева криминалаца и терориста само утиче на повећање и ширење безакоња, насиља и прекршаја као што су терористички бомбашки напади, отмице авиона и убијање талаца, што је проблем данашњице." (Гети, 1976, стр. 139).

## Репутација о штедљивости
Постоје многе анегдоте о Гетијевој шкртости и штедљивости, које су посматрачи сматрали комичним, чак и перверзним, због његовог огромног богатства. Два најпознатија примера су његово одбијање да плати 17 милиона долара за откупнину свог унука због киднаповања и озлоглашена јавна телефонска говорница коју је инсталирао у Сатон Плејсу. Мрачнији инцидент је била изјава његове пете жене да ју је Гети критиковао због тога што је превише трошила на третман њиховог неизлечиво болесног сина, иако је у то време Гети био „тежак” више десетина милиона долара. Био је добро познат по томе што је преговарао и цењкао се за скоро све, не би ли добио најнижу могућу цену, укључујући и апартмане у луксузним хотелима и малтене сваку куповину уметнина и некретнина. Године 1959. купио је Сатон Плејс, 72-особна вилу од Џорџа Сутерленда-Леверсона, петог војводе од Сутерленда, за 60 000 долара, што је отприлике половина онога што је војвода платио 40 година раније.
- Гетијева секретарица је тврдила да Гети пере свој веш на руке, јер не жели да плаћа да му се одећа пере. Када би му кошуље постале излизане на манжетнама, он би исекао излизан део, радије него да купи нову кошуљу[42].
- Поновно коришћење прибора за писање је била још једна од Гетијевих опсесија. Развио је навику да одговоре на писма пише на ободу или на њиховој полеђини, и да их тако шаље назад, пре него да узме ново парче папира. Такође је пажљиво чувао и поново користио манила фасцикле, гумице и друге канцеларијске потрепштине[43].
- Кад је Гети одвео групу пријатеља на изложбу паса у Лондону, натерао их је да ходају око блока 10 минута док карте нису пале на пола цене у 17 часова, јер није хтео да плаћа пуних 5 шилинга по особи[40].
- Гети се преселио у Сатон Плејс, делимично због цене живота, која је била јефтинија него у Лондону, где је боравио у Рицу. Једном приликом се хвалио америчком колумнисти Арту Бучвалду да рум и кола коштају 10 центи у Сатон Плејсу, а у Рицу чак преко долар[40].

Аутор Џон Пирсон је приписивао Гетијеву екстремну шкртост делимично методистичкој осетљивости током Гетијевог одрастања, која наглашава скроман живот и сопствену економичност. Његов смисао за пословање је веома утицао на његову штедљивост. „Он себи не би дозволио да купи место за становање, уметничко дело, па чак ни комад намештаја, осим ако себе не би убедио да ће се временом вредност повећати”. Гети је тврдио да је његова шкртост према другима настала као одговор на то што га људи искоришћавају и не плаћају сами своје обавезе. "Не противим се због новца, већ је приступ оно што ме нервира… "

### Телефон на кованице
Познато је да је Гети наредио да му се инсталира телефонска говорница у Сатон Плејсу, што је запечатило његову репутацију тврдице. Гети је ставио под катанац остале телефоне, чиме је ограничио њихову употребу само на овлашћено особље, а телефон за кованице је инсталирао због осталих. У својој аутобиографији је објаснио своје разлоге за ово:
„Сада, месецима након што сам купио Сатон Плејс, велики број људи долази и одлази из куће. Неки су били бизнисмени, који су били у пролазу. Други су били уметници или радници, задужени за обнову и дотеривање. Остали су били трговци који су испоручивали робу. Изненада, рачуни за телефон за Сатон Плејс су почели да иду у небеса. Разлог је био очигледан. Сви телефони у кући су имали директан приступ спољашњим линијама, а самим тим и далеким, чак и прекоокеанским оператерима. Разни људи су искоришћавали ову ретку прилику. Користили су телефоне у Сатон Плејсу и звали своје девојке у Женеви и Џорџији, као и ујне, ујаке и даље рођаке у Каракасу и Кејптауну. Трошкови њихових ћаскања су, подразумевано, ишли на рачун Сатон Плејса.”
Када је говорио за ТВ интервју са Аланом Викером фебруара 1963, Гети је рекао да је мислио да ће гости хтети да користе телефонску говорницу. После 18 месеци, Гети је појаснио: „Долазни и одлазни телефонски саобраћај у Сатону се вратио у нормалу. Управљање кућом и послови у њој су се вратили у подразумевану рутину. Потом је телефон на плаћање уклоњен и катанци на телефонима су скинути.”

## Позне године и смрт
Гети је 30. јуна 1960. године поводом 21-огодишњице познанства са својим пријатељем, 16-им војводом од Норфолка, приредио прославу, притом је подметнувши као и журку усељења поводом куповине Сатон Плејса. Позвано је 1200 гостију који су чинили врх британског друштва. Узрујавао их је Гетијев тврдичлук, као што је неснабдевеност цигаретама и упућивање свих да користе креозолне преносиве тоалете напољу. Око 10 увече, журка се претворила у неред када су из Лондона стигли незвани гости који су додатно напунили већ пренатрпане хале и проузроковали штету вредну 20.000 фунти. Украден је драгоцени сребрни бокал из 18. века, златара Пола де Ламеријеа, али је анонимно враћен када су лондонске новине почеле да истражују крађу. Због овог неуспелог догађаја, Гети је постао предмет исмевања и никада више није приредио велику журку.
Гети је остао окорели радник, који се са 74 године хвалио да је често радио 16 до 18 часова дневно, надгледајући свој посао широм света. Вредност деоница Гети ојла учетворостручена је за време арапско-израелског Јомкипурског рата, октобра 1973. године, који је проузроковао вишегодишњу светску несташицу нафте. Гетијева зарада је премашила 25,8 милиона долара 1975.
Гетијев незаситни апетит према женама и сексу се наставио и у његовим 80-тим. Користио је експериментални лек, Х3, како би одржао своју потенцију. Гети се педесетих година упознао са енглеском дизајнерком ентеријера Пенелопом Китсон и поверио јој уређење својих домова и јавних просторија нафтних танкера које је пуштао у погон. Од 1960. године, Пенелопа је боравила у колиби у Сатон Плејсу. Она и Гети су одржали платонски однос и Гети јој је веровао и веома је ценио. Међу осталим љубавницама које су боравиле у Сатон Плејсу, биле су удата Мери Теисјер, далека рођака последњег руског цара, Лејди Урсула д'Або, која је имала блиске везе са британском краљевском породицом и Розабела Бурч, родом из Никарагве.
Њујорк тајмс је писао о Гетијевој приватности: „(Гети) је свој живот окончао уз велики број жена које су се очајнички надале, при чему су све живеле заједно у његовој палати Тјудор у Енглеској, а ниједна од њих није била свесна да је његова омиљена разонода била преправљање сопственог тестамента, мењајући своју увредљиво малу заоставштину: 209 долара месечно за једну, 1167 долара за другу.” Само је Пенелопа добила значајно наследство након Гетијеве смрти, примајући 5.000 акција компаније Гети ојл, које су се удвостручиле током 1980-их, и 1167 долара месечних прихода.
Гети је умро од срчаног удара у 83. години живота 6. јуна 1976. године у Сатон Плејсу, близу Гилфорда, Сари, Енглеска. Сахрањен је у Пацифичким Палисадама, у округу Лос Анђелес у Калифорнији, у Вили Гети. Гробница није отворена за јавност.

## Медијска појављивања
Филм из 2017. „Цена живота”, који је режирао Ридли Скот и прилагодио према књизи Болно Богат: Претеране среће и несреће од наследника Џин Пола Гетија Џона Пирсона, је драматизација отмице Гетијевог унука. Кевин Спејси је играо улогу Гетија. Међутим, после више навода сексуалног злостављања против глумца, Спејсијеве сцене су избачене и поново снимљене са Кристофером Пламером, који је номинован за Оскара за најбољег споредног глумца за своје извођење. Киднаповање је такође драматизовано у првој сезони Америчке антологијске драме Поверење, у којој је Гети игран од стране Доналда Садерланда.

## Објављени радови
- Гети, Џ. Пол. Историја великих нафтних бизниса Џорџа Ф. С. Ф. и Џ. Пол Гетија од 1903. до 1939. године, Лос Анђелес, 1941.
- Гети, Џ. Пол. Европа у 18. веку. [Санта Моника, Калифорнија]: приватно штампана, 1949.
- Ле Ван, Етел и Џ. Пол Гети. Избор колекционара: Хроника уметничке одисеје кроз Европу. Лондон: В. Х. Ален, 1955.
- Гети, Џ. Пол. Мој живот и богатства. Њујорк: Дуел, Слоун & Перс, 1963.
- Гети, Џ. Пол. Радости колекционарства. Њујорк: Хоторн Књиге, 1965.
- Гети, Џ. Пол. Како постати богат. Чикаго: Плејбој штампа, 1965.
- Гети, Џ. Пол. Златно доба. Њујорк: Тридент штампа, 1968.
- Гети, Џ. Пол. Како постати успешан директор. Чикаго: Плејбој штампа, 1971.
- Гети, Џ. Пол. Како ја то видим: Аутобиографија Џ. Пол Гетија. Енглвуд Клифс, Н.Ј. : Приправничка дворана. . 1976. ISBN 978-0-13-049593-8. Недостаје или је празан параметар |title= (помоћ)